# One Tower (Moscou)
La One Tower est un gratte-ciel de bureaux en construction à Moscou en Russie. Il s'élèvera à 405 mètres.